# Francisco Makabulos
Francisco Makabulos  (ur. 17 września 1871, zm. 30 kwietnia 1922) – filipiński działacz niepodległościowy, wojskowy i polityk.

## Życiorys
Urodził się w La Paz w prowincji Tarlac jako syn Alejandro Makabulosa z Lubao w Pampandze oraz Gregorii Soliman. Jego ojciec był pisarzem, co prawdopodobnie wpłynęło to na zainteresowania Francisca, który tworzył w dorosłym życiu sztuki teatralne, tak w języku tagalskim jak i w języku pampango. Podobnie jak wielu późniejszych przywódców rewolucji filipińskiej, swój udział w życiu publicznym rozpoczął od piastowania funkcji w hiszpańskiej administracji kolonialnej. Był wiceburmistrzem rodzinnej miejscowości, a także przywódcą barangayu, najmniejszej jednostki podziału administracyjnego Filipin. W 1896, dzięki Ladislao Diwie, wstąpił do Katipunanu, tajnej organizacji, której celem było wyzwolenie Filipin spod kolonialnego panowania Hiszpanii. Utworzył grupę członkowską Katipunanu w rodzinnej miejscowości. Znalazł się wśród sygnatariuszy konstytucji z Biyak-na Bato. Pod dokumentem tym podpisał się jako Francisco Soliman, używając zatem nazwiska matki.
Odmówił udania się na emigrację polityczną po wejściu w życie porozumienia z Biyak-na-Bato. Był wobec tego dokumentu wysoce krytyczny, uznawał go za sprzeczny z wolą i pragnieniami Filipińczyków. Podległe mu oddziały rozbito 14 stycznia 1898, jednak rzy miesiące później Makabulos zdołał je odbudować. 17 stycznia 1898 stanął na czele utworzonego przez siebie tymczasowego rządu filipińskiego. Przyjął on za podstawę swego funkcjonowania ustawę zasadniczą, nazywaną potocznie konstytucją Makabulosa. Jego wpływy ograniczały się do środkowego Luzonu.
Po powrocie prezydenta Emilia Aguinaldo do kraju, we wrześniu 1898 Makabulos został awansowany. Jako jeden z dwunastu oficerów filipińskich otrzymał stopień generała brygady. Dołączył tym samym do wyjątkowo młodych wojskowych, którzy pełnili wysokie stanowiska dowódcze podczas narodowowyzwoleńczych konfliktów na Filipinach na przełomie XIX i XX wieku. Nie był przy tym najmłodszym dowódcą filipińskim wymienianym w źródłach. Za takowego uznaje się Manuela Tinio, dziewiętnastoletniego w chwili awansu. Podczas wojny filipińsko-amerykańskej walczył zarówno w Pampandze jak i na Tarlac. Pozostawał w bliskich relacjach z generałem Antonio Luną. Poddał się Amerykanom 15 czerwca 1900. Pozostał jednak aktywny politycznie. Znalazł się wśród współzałożycieli Partii Federalnej, później związał się z Partią Demokratyczną. Wybierany kolejno radnym miejskim, wiceburmistrzem, wreszcie zaś burmistrzem swojej rodzinnej miejscowości. Zmarł w mieście Tarlac.